# クリスタルズ (日本のユニット)
クリスタルズとは、NHK『みんなのうた』で結成されたユニットである。同番組では『CRYSTAL CHILDREN』を歌う。2008年結成、2009年解散。

## 概要
34名で結成され現在は総勢40名。しかし大半が児童・生徒であり地方在住者が多いためイベントに全員が参加できない。
途中加入のメンバーは『みんなのうた』に出演せずイベントのみ。

## メンバー

### CRYSTALS
メインボーカルを担当。
- ウィン（森崎ウィン、1990年8月20日 - ）ミャンマー出身、所属事務所は『スターダストプロモーション』。
- ケント（麻田健人、1993年1月1日 - ）奈良県出身、所属事務所は『スターダストプロモーション』。
- オスマン（ナディーム・音澄真、1998年10月21日 - ）所属事務所は『劇団ひまわり』。父親はパキスタン人。
- ショウコ（藤松祥子、1993年10月12日 - ）東京都出身、所属事務所は『ベリーベリープロダクション』。
- ユメ（松井夢、1995年6月9日 - ）所属事務所は『エイベックス・エンタテインメント』。
- モモ（児玉萌々、2000年1月24日 - ）所属事務所は『劇団ひまわり』。
- コウダイ（横田晃大）2008年5月31日加入。
- タツキ（安ヶ平樹、1998年9月17日）2008年11月加入。所属事務所は『スターダストプロモーション』

### EARTH CRYSTALS
ボーカル&ダンスを担当。
- ティム（黒川ティム、1991年1月9日 - ）サイパン出身、所属事務所は『スターダストプロモーション』。
- ユウキ（バーンズ勇気、1992年12月27日 - ）神奈川県出身、所属事務所は『スターダストプロモーション』。アメリカと日本のハーフ。天才てれびくんMAXの元てれび戦士でもある。
- ユウタ（古屋敷雄太）所属事務所は『エイベックス』。
- アリーナ（斉藤安里奈、2000年2月3日 -）東京都出身、所属事務所は『エイベックス・アーティストアカデミー』。オーストラリアと日本のハーフ。後に天才てれびくんやピッコリーノに出演。
- マユ（高橋麻友）所属事務所は『劇団ひまわり』。

### CRYSTAL WINDS
ダンスを担当。
- カナタ（磯部叶）
- ショウヘイ（浦川翔平、1997年5月23日 - ）長崎県出身。後のTHE RAMPAGE from EXILE TRIBEのメンバー。
- ユウセイ（神谷勇星、1995年7月7日 - ）神奈川県出身。後のYusei (D-BLAST / DBF / KING OF SWAG)※2018年ダンスアライブHIPHOP部門優勝[1][2][3]
- カズマ（岸本一真）
- ダイキ（清水大樹、1991年7月31日 - ）大阪府出身、所属事務所は『スターダストプロモーション』。
- リョウタ（高司涼太）所属事務所は『プロジェクトトコア』。
- ダイシ（前嶋大史）
- ユイナ（今泉由衣菜）
- マユ（鏑木真由）
- アンリ（神澤杏里）所属事務所は『SPLASH』。
- シオリ（澤田栞）所属事務所は『劇団ひまわり』。
- メイ（庄司芽生）後の東京女子流のメンバー。
- ナナセ（田中七星）
- ユメ（工藤結芽）
- ユリ（土田友梨）神奈川県出身、所属事務所は『エイベックス・アーティストアカデミー』。
- レイナ（藤井玲奈、1994年1月20日 - ）神奈川県出身、所属事務所は『ベリーベリープロダクション』。
- ヒマワリ（宮崎向日葵、1996年9月18日 - ）所属事務所は『エイベックス・エンタテインメント』。
- ユメカ（迎夢佳）
- ミリ（金谷みり）2008年5月31日加入。所属事務所は『SPLASH』。
- モエコ（三浦萌子）2008年5月31日加入。所属事務所は『SPLASH』。
- ユリ（杉本ゆり）2008年5月31日加入。所属事務所は『ステップワン』。
- ケイタ（志村啓太）2008年5月31日加入。
- カズキ（牛丸一希）2008年5月31日加入。
- カナ（白戸佳奈）所属事務所は『ステップワン』。B♭に所属していた。後にはDorothy Little Happyのリーダーになっている。

### CRYSTAL SPIRITS
コーラスを担当。『NHKみんなのうた』には出演していない。
- ナイト（菅井内音）
- ニセン（片柳爾扇）所属事務所は『劇団ひまわり』。CRYSTAL CHILDREN作詞の「めけてとにせん」のにせん。めけては母。
- サクラ（川越咲良）
- レイナ（戒怜菜）所属事務所は『劇団ひまわり』。
- シズ（石井静）

## 作品

### シングル
- CRYSTAL CHILDREN（2008年4月23日）
- CRYSTAL CHILDREN 〜眩い未来へ〜（2008年11月5日） - 「クリスタルズ feat. PrizmaX」名義
- HEART OF CRYSTAL（Tim＆Win ピアノバラードver.）(2008年11月5日、エイベックスエンターテイメント)配信限定 -「クリスタルズ feat. PrizmaX」名義 ※ピアノ：林正樹、チェロ：結城貴弘[4]

### DVD
- みんなでおどろう!CRYSTAL CHILDREN（2008年11月5日）

## 出演

### テレビ番組
- みんなのうた（2008年4月 - 5月、NHK） - 途中加入者を除く34名。
- お元気ですか日本列島～見たい聞きたい金曜日～（2008年4月11日、NHK）[5]

### イベント
- ワールドチルドレンフェスティバル2008（2008年4月2日、六本木ヒルズアリーナ） - ウィン、ティム、ケント、ユウキ、ダイキ、他[6][7]
- 渋谷DEどーも'08（2008年5月5日 - 6日、屋内どーもくんホール） - ウィン、ショウコ、ユウタ、ユメ、ユイナ、ユリ、ユウセイ、ユウキ
- 子供たちが「全てを愛に代える勇気」を歌う♪クリスタルズミニライブ&握手会（2008年5月31日、LAZONA kawasaki plaza　ルーファ広場　グランドステージ）
- -CRYSTAL CHILDREN- ミャンマーサイクロン・中国四川大地震 災害支援緊急チャリティイベント（2008年5月31日、LAZONA kawasaki plaza　ルーファ広場　グランドステージ）